# Maison du Marchand (Billy)
Pour les articles homonymes, voir Maison du Marchand.
La maison du Marchand est située à Billy (France).

## Localisation
La maison est située sur la commune de Billy, dans le département de l'Allier, en région Auvergne-Rhône-Alpes.

## Description
Maison en pierre du XVe siècle gardant l'aménagement d'un négoce en rez-de-chaussée. Edifiée sur un plan presque carré, la maison comporte une vaste salle au rez-de-chaussée et une autre à l'étage contenant une cheminée en pierre. Dans le mur ouest, subsiste une meurtrière qui atteste du rôle défensif tenu par l'édifice.

## Historique
La maison fut le corps de garde des défenses de la Porte Chabotin, lorsque Billy était une forteresse. 
L'édifice est inscrit au titre des monuments historiques par arrêté du 15 septembre 1962.